# Robert Drury
Ne doit pas être confondu avec Robert Drury (speaker) ou Robert Drury (martyr).

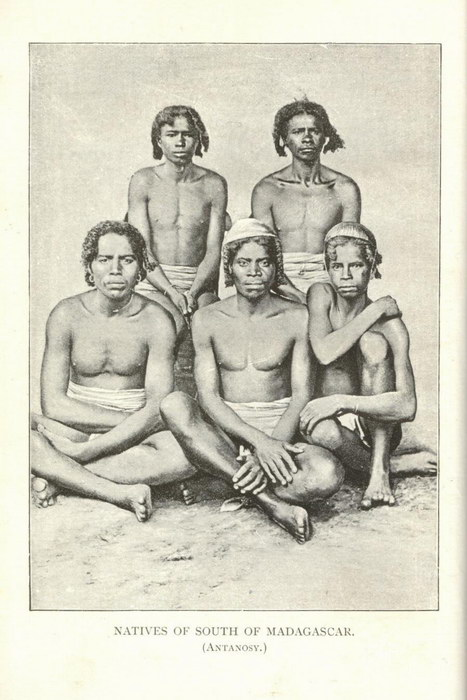
Frontispice, 1897

Robert Drury (Borough londonien de Tower Hamlets, 1687 - Londres, 1735) est un marin britannique, rendu célèbre par le récit du naufrage qu'il fit à Madagascar en 1701.

## Biographie

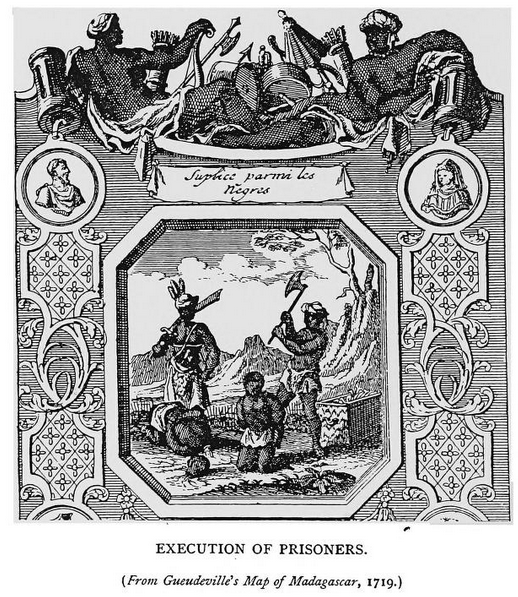
Illustration de l'exécution des prisonniers par Antandroy, tirée du Journal de Robert Drury

Fils d'un aubergiste, il embarque à treize ans pour le Bengale sur le Degrave qui y arrive en juin 1701. Sur le chemin du retour, le navire fait naufrage sur les côtes de Madagascar.
L'équipage est alors capturé par le roi Antandroy Andriankirindra. Les membres tentent alors de s'échapper mais sont sauvagement repris puis assassinés à l'exception de Drury et du fils de l'amiral Benbow. Les deux jeunes hommes resteront otages durant une quinzaine d'années.
Parvenant enfin à s'enfuir, Drury regagne l'Angleterre le 9 septembre 1717. L'ouvrage qu'il publie de ses aventures en 1729 obtient un immense succès. Les historiens remettent aujourd'hui en cause la crédibilité de certains détails du livre.
Il s'agit malgré tout du plus ancien témoignage de la vie dans le Sud de Madagascar au XVIIIe siècle.
Le reste de sa vie est peu connu. Il devient marchand d'esclaves et retourne faire la traite à Madagascar. Il aurait ensuite servi dans la piraterie.
Décédé en 1735, il est inhumé dans le cimetière St Clement Danes in the Strand.
Selon Anne Molet-Sauvaget, qui l'a traduit chez L'Harmattan, le journal de Robert Drury serait en fait l'œuvre anonyme de Daniel Defoe.

## Œuvre
- Madagascar: or Robert Drury's Journal during fifteen years captivity on that island, Londres, 1729